# Siron Paloh
Siron Paloh is een bestuurslaag in het regentschap Pidie van de provincie Atjeh, Indonesië. Siron Paloh telt 174 inwoners (volkstelling 2010).